# Édouard Jaguer
Édouard Jaguer (Parijs, 8 augustus 1924 – aldaar, 9 mei 2006) was een Frans dichter en kunstcriticus.
Jaguer debuteerde in 1943 in het tijdschrift La main à Plume. Via de kunstenaars Asger Jorn en Christian Dotremont raakte hij betrokken bij de Cobra-beweging. Jaguer was redactioneel verantwoordelijk voor het orgaan van Cobra, waar hij ook diverse bijdragen aan leverden.
Na zijn deelname aan Cobra was Jaguer betrokken bij veel kunstbewegingen, zowel als oprichter en als deelnemer. Enkele groeperingen waar hij aan deelnam: Phases, Le Surréalisme Révolutionnaire en Ellébore.